# Lyman megye
Lyman megye az Amerikai Egyesült Államokban, azon belül Dél-Dakota államban található. Megyeszékhelye Kennebec, legnagyobb városa Lower Brule. Lakosainak száma 3718 fő (2020. április 1.). Lyman megye Hughes, Hyde, Buffalo, Brule, Charles Mix, Gregory, Tripp, Mellette, Jones és Stanley megyékkel határos.

## Népesség
A megye népességének változása:
| Lakosok száma | 3770 | 3837 | 3799 | 3892 | 3876 | 3718 |
|               | 2010 | 2011 | 2012 | 2013 | 2015 | 2020 |